# Anne Kristin Sydnes
Anne Kristin Sydnes (née le 13 mai 1956 à Oslo, décédée le 3 mars 2017,) était une femme politique norvégienne du parti Travailliste (AP). Sydnes était Cand.polit.  avec une spécialisation en sciences politiques (1985).
Elle a été directrice adjointe à l'Institut Fridtjof-Nansen (1985-1995). De 1998 à 2000, elle a été directrice de Statoil avec une responsabilité pour les questions des droits de l'homme et les analyses par pays.
Elle a été ministre des Affaires étrangères dans le gouvernement Stoltenberg I de 2000 à 2001, d'abord en charge de l'aide au développement (jusqu'au 5 mai 2000), puis du développement international (jusqu'au 19 octobre 2001). Sydnes a été membre de l'équipe de Kofi Annan pour le Nouveau partenariat pour le développement de l'Afrique de 2004 à 2006. Puis, à partir de 2007, elle était responsable des affaires étrangères à Norwegian Church Aid. Sydnes a, par la suite, travaillé au ministère du Commerce et de l'Industrie.
Elle était mariée avec Jan Egeland.
Jeune, elle avait été active dans le mouvement des Unge Hoyre (jeunes du parti conservateur) Dans cette période, elle était mariée à Terje Osmundsen, chef de file du mouvement.